# Carpella innotata
Carpella innotata är en fjärilsart som beskrevs av W. Warren 1894. Carpella innotata ingår i släktet Carpella och familjen mätare. Inga underarter finns listade i Catalogue of Life.